# The Fugs
The Fugs (1964–1970, 1985– ), ett amerikanskt undergroundband som gav ut en rad anarkistiska skivor fulla med satir, humor, drogreferenser och ibland smärtsamt vackra sånger som sammanfattade en del av det bästa av kreativiteten under hippietiden. Kärnan i gruppen utgjordes av Ed Sanders, Tuli Kupferberg och Ken Weaver, medan de övriga medlemmarna varierade.
Skivorna hade det mest varierande innehåll. På Tenderness Junction finns bland annat Hare Krishna-mantrat framfört av beatpoeten Allen Ginsberg, en drömskt vacker tonsättning av poeten Matthew Arnolds dikt "Dover Beach", samt ett stycke av Sapfo (på originalgrekiska förstås) till musik.
På It Crawled into My Hand, Honest får vi oss till livs en melankolisk sång till Ramses II:s ära och en hyllningssång med titeln "Marijuana".
Med hippieepoken gick också The Fugs i graven år 1970, men har då och då sammanstrålat igen och gett ut skivor. The Fugs har även besökt Sverige ett flertal gånger.
Gruppen återuppstod 1985, och bestod då förutom Ed Sanders och Tuli Kupferberg, av Coby Batty, Scott Petito och Steve Taylor.

## Medlemmar
Originalbesättning (juli 1963 – februari 1965)
- Kendell Kardt – sång
- Tuli Kupferberg – sång (1963–1969, 1985–2010, † 2010)
- Ed Sanders – sång (1963–1969, 1985– )
- Ken Weaver – sång, congas (1963–1969)
- Steve Weber – gitarr, sång (1963–1965)
- Peter Stampfel – violin, munspel, sång (1963–1965)

Andra medlemmar (urval)
- Vinnie Leary – gitarr, sång (1965–1966)
- John Anderson – basgitarr, sång (1965–1966)
- Lee Crabtree – keyboard, slagverk (1965–1967)
- Pete Kearny – gitarr, sång (1965–1966)
- Jon Kalb – sologitarr (1966)
- Jake Jacobs – gitarr, sång (1966–1967)
- Chuck Rainey – basgitarr (1966–1967)
- Ken Pine – gitarr, sång (1967–1968)
- Danny Kortchmar – gitarr, violin (1967–1968)
- Charles Larkey – basgitarr (1967–1968)
- Bill Wolf – basgitarr, sång (1968–1969)
- Bob Mason – trummor (1968–1969)

Nuvarande medlemmar
- Ed Sanders – sång (1963–1969, 1985– )
- Steve Taylor – sång, gitarr (1985– )
- Coby Batty – trummor, slagverk, sång (1985– )
- Scott Petito – basgitarr, keyboard (1985– )

## Diskografi
Studioalbum
- The Village Fugs Sing Ballads of Contemporary Protest, Point of Views, and General Dissatisfaction (1965)
- The Fugs First Album ‡ (1966)
- The Fugs (1966)
- Virgin Fugs (1967)
- Tenderness Junction (1968)
- It Crawled into My Hand, Honest (1968)
- The Belle Of Avenue A (1969)
- Fugs 4, Rounders Score (1975)
- Refuse to be Burnt-out (1985)
- No More Slavery (1986)
- Star Peace (1987)
- The Fugs Final CD (part 1) (2003)
- Be Free! Final CD, Pt. 2 (2010)

‡ The Fugs First Album är en återutgivning av albumet The Village Fugs Sing Ballads of Contemporary Protest, Point of Views, and General Dissatisfaction, men med ny titel.
Livealbum
- Golden Filth (1969)
- Refuse to Be Burnt Out (1984)
- Baskets of Love (1984)
- Fugs Live in Woodstock (1993)
- The Real Woodstock Festival (1995)

Samlingsalbum
- Fugs 4, Rounders Score (1975)
- The Fugs Greatest Hits Vol.1 (1982)
- Songs from a Portable Forest (1990)
- Live From The 60s (1994)
- Electromagnetic Steamboat: The Reprise Recordings (2001)
- Greatest Hits (2002)
- Greatest Hits 1984-2004 (2007)
- Don't Stop! Don't Stop! (2008)
- Tenderness Junction/It Crawled Into My Hand Honest (2010)